# 곡과 마곡

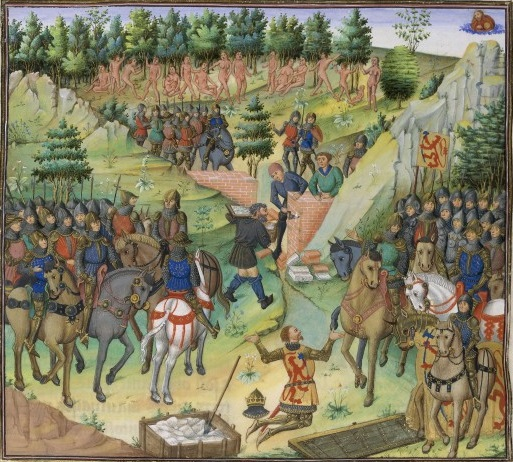

곡(영어: Gog, 히브리어: גּוֹג֙)은 마곡 땅의 통치자. 성경에서 곡과 마곡은 보통 함께 나온다.  구약성경 에스겔 38장 2절과 39장 1절에서 곡(Gog)은 로스(Rosh)와 메섹(Meshech)과 두발(Tubal)의 왕으로 불리었다. 창세기 10장 2절에서 마곡은 한 지역과 그곳의 백성을 가리키며 주석가들마다 견해가 다르지만 유럽과 아시아의 북방 민족들 혹은 코카서스 북부 지역 사람들을 가리키는 데는 동의한다. 이 이름은 천년왕국이 끝나는 시점에 사탄이 다시 플려나서 사람들을 미혹하는 때에 다시 등장한다는 신약성경 요한계시록 20장 8절과 연관되어 있다.

## 이름
곡(Gog)은 보통 '곡과 마곡'이라는 문구로 숙어처럼 사용되는데, 곡(Gog)은 인명이고 마곡(Magog)은 지명이다. 

## 야벳의 자손들
야벳의 자손들은 총 7명, 즉 고멜, 마곡, 마대, 야완, 두발, 메섹, 디라스 등인데 이들이 구체적으로 오늘날 누구를 가리키는지는 논쟁의 대상이지만 고멜은 유럽, 독일, 터키, 아르메니아 등, 마대는 현재의 이란 북부, 마곡은 스키타이족, 두발은 조지아, 메섹은 러시아라고 주장하는 학자도 있다.

## 같이 보기
- 종말론

## 참고 문헌
- 아가페 성경사전, (주)아가페서원. 1996년
- 에스라 성경사전, 그리스도예수안에, 2015년